# Unité urbaine de Confolens
L'unité urbaine de Confolens est une unité urbaine française constituée par la commune de Confolens, petite ville sur les bords de la Vienne, située dans le nord-est du département de la Charente.

## Démographie
En 2020, l'INSEE a procédé à une redéfinition des zonages des unités urbaines de la France; celle de Confolens est demeurée inchangée formant une ville isolée  selon les critères de l'INSEE qui lui a donné le code 16102.
Lors du remaniement des périmètres des unités urbaines de 2010, l'unité urbaine de Confolens, était également classée commune urbaine "isolée" selon la nomenclature de l'INSEE.
En 2021, avec 2 722 habitants, elle occupe la 9e place des unités urbaines de la Charente, et appartient à la catégorie des unités urbaines de 2 000 à 4 999 habitants.
Sa densité de population qui s'élève à 115 hab/km² en 2021 en fait une unité urbaine à la densité de population relativement élevée étant deux fois supérieure celle du département de la Charente qui est d'environ 59 hab/km².
Elle commande l'aire d'attraction de Confolens, au nord-est du département, qui en est la plus petite de la Charente. 

## Délimitation de l'unité urbaine de 2020
Unité urbaine de Confolens dans la délimitation de 2020 et population municipale de 2021.
| Nom                      | Code Insee | Département | Statut       | Superficie (km2) | Population (dernière pop. légale) | Densité (hab./km2) | Modifier                                    |
| ------------------------ | ---------- | ----------- | ------------ | ---------------- | --------------------------------- | ------------------ | ------------------------------------------- |
| Confolens (ville-centre) | 16106      | Charente    | ville-isolée | 23,63            | 2 726 (2022)                      | 115                | modifier les données · modifier les données |

## Sources et références
1. ↑  Composition de l'unité urbaine de Confolens en 2020 - Source : Insee